# Rosa de Foc (documental)
Rosa de Foc (Rosa de Fuego) es una película documental estrenada en año 2002, realizada y producida por la Unidad Documental Jorge Müller.

## Sinopsis
Barcelona, junio de 2001. Ante la reunión prevista por el Banco Mundial en la ciudad, cientos de colectivos sociales se unen para organizar una conferencia paralela que proponga modelos de desarrollo diferentes a los establecidos por la globalización neoliberal.
A pesar de que los dirigentes del Banco Mundial renuncian a acudir a Barcelona, la movilización se mantiene y decenas de miles de ciudadanos participan en esta convocatoria lúdica y festiva. sin embargo, todo terminará con graves incidentes.
El gobierno acusará a los manifestantes de cometer actos vandálicos, pero serán muchas las organizaciones, medios de comunicación ineternacionales e instituciones oficiales que denunciarán la actuación de la policía y la acusarán de provocar los altercados.
Ciertos medios de comunicación solo mostraron las imágenes de grupos minoritarios de alborotadores radicales, que daban la impresión de que representaban a la mayoría del movimiento antiglobalización; aunque otros medios periodísticos nacionales e internacionales, así como instituciones oficiales se desmarcaron de esta visión y denunciaron la actuación de la policía, a la que llegaron a acusar de provocar los altercados.

## Suscitar opiniones propias
El documental 'Rosa de Foc' permite a los espectadores 
sumergirse en las manifestaciones, participar en las asambleas celebradas por los ciudadanos, los distintos movimientos ideológico-políticos participantes pero en especial los alternativos y, sobre todo, disponer de más elementos para forjarse su propia opinión de los hechos. Los creadores afirman tener una decidida vocación divulgativa, por lo que el documental está disponible para cualquier colectivo o particular interesado por verlo, difundirlo o distribuirlo.
La película cuenta además con los testimonios de Susan George, Carlos Taibo y Samir Amin.